# Stanton upon Hine Heath
Stanton upon Hine Heath est une paroisse civile et un village du Shropshire, en Angleterre.